# Kalethimmanahalli, Piriyapatna
Kalethimmanahalli là một làng thuộc tehsil Piriyapatna, huyện Mysore, bang Karnataka, Ấn Độ.